# Eduard Pichl
Eduard Pichl (Viena, 15 de septiembre de 1872-Dachsteinhaus, 15 de marzo de 1955), a veces conocido por su seudónimo Herwig, fue un célebre montañero austríaco. Antes del acceso al poder de los nazis ya demostró su antisemitismo al introducir en 1921 los párrafos arios en su sección de alpinismo en Austria y más tarde en el Club Alpino Austro-alemán.

## Vida y trayectoria montañera
Como montañero y escalador acometió sesenta ascensiones y vías nuevas, entre ellas la de la cara sur del Hoher Dachstein. En su honor recibieron su nombre esa ruta y la ruta por la cara norte del Planspitze.
Aprobó una ingeniería en el Wiener Technischen Hochschule (la actual Universidad Técnica de Viena). Después se convirtió en funcionario y ejerció de consejero áulico. Durante sus estudios fue cofundador del Burschenschaft Gothia Wien.
Con el inicio de la Primera Guerra Mundial se alistó de forma voluntaria, fue herido en Galitzia y estuvo 33 meses en Siberia como prisionero de guerra. Regresó en 1917 tras un intercambio de heridos y se convirtió en instructor de la división de guías de montaña en el ejército austrohúngaro, donde a pesar de una lesión en la articulación de la mano fue el primero en ascender la arista norte del pico Langkofel.
Dos años antes de su muerte escribió su obra Abschiedsgrüße. Fue enterrado en Bad Goisern am Hallstättersee el 20 de marzo de 1955.

## Política
Se crio en Viena y ya en su época de estudiante y miembro de un Burschenschaft se vinculó con el movimiento nacional alemán. Fue amigo de Georg von Schönerer, sobre el que escribió una vasta biografía al terminar la Primera Guerra Mundial, cuyos cuatro primeros volúmenes estaban firmados con el seudónimo Herwig. Ya antes de la guerra su visión del mundo estaba marcada por la influencia de Schönerer: estaba de acuerdo con su antisemitismo, cargaba contra la prensa judía, fue un crítico de la monarquía de los Habsburgo y deseaba la unificación de Austria con el Imperio alemán. Defendió la supremacía del pueblo alemán puro frente a otros pueblos y el culto al líder; polemizó con los socialdemócratas y con la Casa de Habsburgo. Esas y otras convicciones de Schönerer las compartía Adolf Hitler.
En abril de 1921 fue elegido presidente de la sección Austria del Club Alpino Austro-alemán, una de las secciones más importantes, e incluyó los párrafos arios en los estatutos de la asociación. El 27 de octubre de 1921 la sección decidió la expulsión de los judíos, que hasta entonces representabaan la tercera parte de los miembros. Esta decisión ya la habían aplicado la sección Viena (1905), la Akademischen Sektion Wien (1907) y el Österreichischer Touristenklub (1920). Pichl después introdujo los párrafos en otras secciones del club, a pesar de la oposición de otros miembros como Willi Rickmer Rickmers o Johann Stüdl.
En 1923 fundó junto con integrantes del Golpe de Estado de Kapp que habían huido a Austria la asociación alpina Edelweiß y el Deutsche Wacht.
Se desconoce si Pichl era miembro del Partido Nacionalsocialista Obrero Alemán austríaco, formación que desde el 19 de junio de 1933 estaba prohibida, antes del Anschluss. Hitler apoyó la imprenta de tomos de la biografía que escribió Pichl sobre Georg von Schönerer a través del Instituto del Reich para la historia de la nueva Alemania, y adquirió la mitad de los ejemplares (unos 500). En el año 1942, con motivo del centenario del nacimiento de Schönerer, se celebró una exposición en el Messepalast organizada por Pichl y Franz Stein.
Después de la victoria de los aliados se prohibió la sección Austria. Cuando se refundó al año siguiente no contó con la participación de un envejecido Pilch.

## Obra
- Bergfahrten im Occupationsgebiete (1900)
- Wiens Bergsteigertum (1927)
- Führer durch die Karnische Hauptkette. Unter Berücksichtigung der südlichen Lienzer Dolomiten und östlichen Gailtaler Alpen (1929)
- Georg Schönerer (seis volúmenes, 1938)

## Honores
- Ciudadano honorario de Mauthen (1928)
- Ciudadano honorario de St. Lorenzen im Lesachtal (1928)
- Ciudadano honorario de Kötschach (1934)